# Lorenz G. Löffler

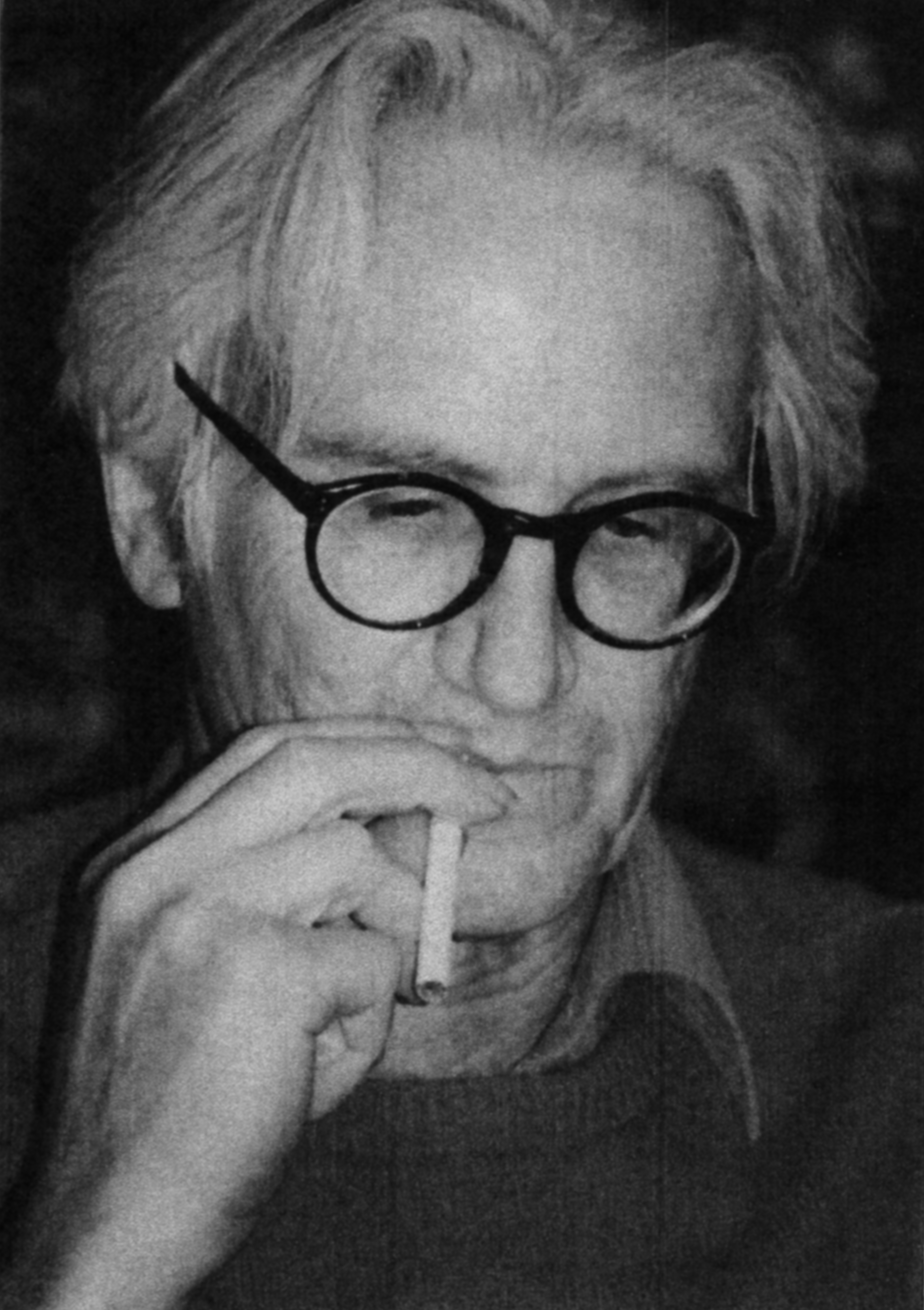
Gründer des Ethnologischen Seminars der Universität Zürich, Professor für Ethnologie (1971–1995)

Lorenz Georg Löffler (* 12. September 1930 in Waltershausen, Deutschland; † 28. Dezember 2013 in Romanshorn, Schweiz) war ein Schweizer Ethnologe.

## Leben
Von 1971 bis 1995 war Löffler Ordinarius für allgemeine Ethnologie des Ethnologischen Seminars der Universität Zürich, das er aufgebaut hat und dessen Leiter er während vieler Jahre war. Er forschte von 1955 bis 1957 sowie 1964 und 1990 in den Chittagong Hill Tracts im heutigen Bangladesch zu den Mru und zu verschiedenen Nachbargruppen. Bekannt war er für seine genauen ethnographischen Beschreibungen, seine scharfsinnigen ethnologischen Analysen und sein politisches Engagement. International hat er sich bereits in den 1960er Jahren einen Namen in der Forschung und Theoriebildung der Ethnologie gemacht, insbesondere auf dem Gebiet der Verwandtschaft.
Am 12. September 2014 fand am Völkerkundemuseum der Universität Zürich eine Gedenkfeier für ihn statt.

### Die Studienzeit in DDR und BRD
1949 absolvierte Löffler das naturwissenschaftliche Abitur in Waltershausen. Es folgten akademische Lehr- und Wanderjahre. Zuerst studierte er in Jena ein Semester Mathematik, Physik und Biologie und zwei Semester Romanistik, allgemeine Kultur- und Sprachwissenschaft und Sinologie, unter anderem bei Ferdinand Hestermann. Dann ging er nach Halle, besuchte Vorlesungen in chinesischer Kunstgeschichte und interessierte sich zunehmend für die Sinologie. Anschliessend studierte er in Leipzig Sinologie bei Eduard Erkes sowie Völkerkunde und Vergleichende Rechtswissenschaft bei Eva Lips am dortigen Julius-Lips-Institut für Völkerkunde und Vergleichende Rechtssoziologie. Außer Chinesisch lernte er in dieser Zeit auch Japanisch (bei André Wedemeyer) sowie Mongolisch und Tibetisch (bei Johannes Schubert).
Nach insgesamt fünf Semestern Studium an Universitäten der DDR entschied er sich 1952, nach Mainz zu gehen. Das Angebot im Fach Völkerkunde bei Adolf Friedrich interessierte ihn dort besonders stark. Zudem hofft er, sich an einer westdeutschen Universität wissenschaftlich besser entfalten zu können, als in der Deutschen Demokratischen Republik. Professor Friedrich unterstützte ihn in vielen Belangen. 1954 schloss er sein Studium mit einer Dissertation über Büffel- und Rinderfeste in Südostasien bei Adolf Friedrich ab.

### Die Anfänge als Forscher und Dozent
Im Oktober 1955 brach er auf, um eine längere Feldforschung bei den Mru und verschiedenen Nachbargruppen wie den Khumi in Ostpakistan (heute: Bangladesch) durchzuführen. Vorher lernte er einige Monate Bengalisch in Paris bei einem Kunstmaler aus Kalkutta. Die Forschung fand im Rahmen der „Deutschen Chittagong Hills Expedition“ unter der Leitung von Dr. H. E. Kauffmann statt. Nach einem halben Jahr musste Kauffmann aus politischen und gesundheitlichen Gründen nach Deutschland zurückkehren. Löffler forschte zusammen mit einem Assistenten insgesamt ungefähr zwanzig Monaten in der Region der südlichen Chittagong Hill Tracts. 1964 und 1990 hielt er sich nochmals für kürzere Zeit in den südlichen Chittagong Hill Tracts auf.
Im Jahr 1957 bekam er ein zweijähriges Stipendium der Deutschen Forschungsgemeinschaft, um seine Forschungsergebnisse auszuarbeiten. Es war ihm ein Anliegen, die Sicht der Mru auf ihre eigene Gesellschaft und Kultur zu erfassen – ein Novum für ethnologische Monographien der damaligen Zeit. Er ging dabei von ihrem Verwandtschaftssystem aus. Das Manuskript von 400 Seiten blieb vorläufig jedoch unvollendet.
1960 holte ihn Professor W. E. Mühlmann als Sekretär mit Koordinationsaufgaben für das neu zu gründende interdisziplinäre Institut für Süd- und Südostasien (heute Südasieninstitut) nach Heidelberg. 1970 habilitierte sich Löffler in Heidelberg mit einer Arbeit über Verwandtschaft. Unterdessen war er dort Assistent geworden. Im gleichen Jahr erfolgte ein Ruf nach Zürich auf eine neue Professur für „allgemeine Ethnologie“, den er annahm. Den Rückruf nach Heidelberg als Nachfolger von Mühlmann lehnte er ab.

### Aufbau des Ethnologischen Seminars in Zürich
Unter Löfflers Ägide entwickelte sich die Ethnologie in Zürich von 1971 bis 1995 zu einem blühenden Fach mit einem reichen Lehrprogramm. Gebiete, die er in Lehre und Forschung förderte waren: Verwandtschaftsethnologie, Geschlechterbeziehungen, Ökologie und Ökonomie, Politische Ethnologie, Rechtsethnologie, Entwicklungsethnologie, Soziale Bewegungen, Ethnizität und Indigenität, Ethnologie der eigenen Gesellschaft oder Inlandethnologie, Medizinische Ethnologie und Ethnolinguistik. Mit der Einführung vieler dieser Lehr- und Forschungsfelder in Zürich – wobei er sich an den Entwicklungen des Faches in den USA orientierte – war Löffler seiner Zeit voraus.
Während der Zeit der Jugendunruhen 1980 geriet Löffler politisch unter Beschuss der Erziehungsdirektion des Kantons Zürich. An seinem Institut war im Rahmen der Inlandethnologie ein Video entstanden, das die Zürcher Jugendunruhen am Beispiel der Opernhauskrawalle dokumentierte. Der Erziehungsdirektor forderte die Herausgabe des Videobandes, aber Löffler weigerte sich aus Datenschutzgründen standhaft. Damit setzte er seine Position als Professor aufs Spiel. Die Zürcher Ethnologie stand für kurze Zeit im Scheinwerferlicht. Löffler gewann die Sympathien vieler Studierenden und seine Professur konnte er am Schluss behalten.
In den späteren 1980er-Jahren engagierte er sich auch politisch für die Bergvölker in den Chittagong Hill Tracts, die durch den zunehmenden wirtschaftlichen und politischen Druck und die Zuwanderung angrenzend lebender Bengalen bedroht wurden. Er machte mit einer eindrücklichen Fotoausstellung in Zusammenarbeit mit der International Work Group for Indigenous Affairs (IWGIA) Zürich darauf aufmerksam. Die Ausstellung wurde an verschiedenen Orten gezeigt: 1988 im Völkerkundemuseum der Universität Zürich, später in Freiburg i. Br., Kassel, Karlsruhe und Hamburg und ein letztes Mal 1995 im Hauptgebäude der Universität Zürich.

## Werke
Den meisten Sachgebieten, die Löffler in der Lehre vertrat, widmete er auch seine Publikationen. Hinzu kommen Schriften zu Materieller Kultur und Spiel, zu Symbolischen Formen und Ritualen. Seine Monographie „Mru. Bergbewohner im Grenzgebiet von Bangladesh“ (1986) zum Ausdruck erschien 1990 auch auf Englisch. Löfflers Text und die Photographien von Claus-Dieter Brauns ergänzen sich in diesen Bildband-Monographien in besonderer Weise. Noch umfassender und detaillierter zeigte er seine wissenschaftliche Kompetenz in der grossen Monographie "Ethnographic Notes on the Mru and Khumi" (2012), erschienen in der Harvard Oriental Series. Das Fragment, das er Ende der 1950er-Jahre verfasst hatte, fand in diesem Werk nach seiner Emeritierung seinen Abschluss.
Zu Löfflers 60. Geburtstag erschien 1991 eine Festschrift mit dem Titel „Ethnologie im Widerstreit. Kontroversen über Macht, Geschäft, Geschlecht in fremden Kulturen“. Diese Publikation widerspiegelt Löfflers breiten thematischen Interessen und seinen ausgeprägten Kampfgeist in theoretischen Auseinandersetzungen. Die Textsammlung „Aussaaten“ (2002) mit vierundzwanzig seiner bereits publizierten und einigen bis dahin noch nicht publizierten Schriften – eingeteilt in Ökonomie und Ökologie, Verwandtschaft, Geschlechterbeziehungen, Ethnizität und Politik – gibt einen ausgezeichneten Einblick in die vielseitigen Forschungstätigkeiten Löfflers.
Rückblickend ist auffallend, dass mehr als zwanzig seiner Schriften sich seit den 1960er-Jahren mit Verwandtschaft befassten. Hier zeigt sich beispielhaft, wie Löffler sich in bestehende theoretische Debatten einmischte und als höchst geistreicher Einzelgänger scharfsinnige eigene Thesen entwickelte.
Einige seiner wichtigen Publikationen sind:
- Ethnographic Notes on the Mru and Khumi of the Chittagong and Arakan Hill Tracts: A Contribution to our Knowledge of South and Southeast Asian Indigenous Peoples mainly based on field research in the Southern Chittagong Hill Tracts. Harvard Oriental Series, Vol. 74. Cambridge, Mass.: Harvard University Press, 2012.
- Aussaaten. Ethnologische Schriften. Zürcher Arbeitspapiere zur Ethnologie, Band 13. Zürich: Argonaut, 2002.
- Mru: Bergbewohner im Grenzgebiet von Bangladesh. Basel: Birkhäuser, 1986.

## Sonstiges
Die folgende Festschrift wurde für ihn verfasst:
- Berg, Eberhard; Lauth, Jutta; Wimmer, Andreas. (Hg.). Ethnologie im Widerstreit: Kontroversen über Macht, Geschäft, Geschlecht in fremden Kulturen. Festschrift für Lorenz G. Löffler. München: Trickster, 1991.

## Nachrufe
- Sociologus 2014 (Michael Oppitz)
- Zeitschrift für Ethnologie 2014.[3]
- Tsantsa 2014[4]